# ジェルボアーズ・ブルー
ジェルボアーズ・ブルー（仏: Gerboise Bleue、「青いトビネズミ」）は、1960年に実施されたフランス共和国最初の核実験のコードネームである。また同名のドキュメンタリー映画もある。

## 概要
アルジェリア戦争中の1960年2月13日、サハラ砂漠内のアルジェリア中部、北緯26度18分40秒 西経0度3分25秒 / 北緯26.31111度 西経0.05694度座標: 北緯26度18分40秒 西経0度3分25秒 / 北緯26.31111度 西経0.05694度で行なわれたフランス初の原子爆弾による核実験である。ピエール・マリ・ガロワ将軍(fr:Pierre Marie Gallois)はこの原爆の開発に尽力し、père de la bombe A ("原爆の父")のあだ名を付けられている。
Gerboiseは砂漠に住む齧歯類の名前であり、Bleue、"青"はフランスの国旗の最初の色である。そのため、第二、第三実験は順番に"白" (Gerboise Blanche) 、"赤" (Gerboise Rouge)と名付けられている。

## 最強の初核実験
この実験の成功によって、フランスは米ソ英に継ぐ4番目の核保有国となった。ジェルボアーズ・ブルーは70キロトンのエネルギーを放出し、これは当時最初の核実験としては最大の出力であった。参考までに他国の最初の核実験の出力を挙げておくと、アメリカのトリニティ実験(20kt)、ソ連のRDS-1(22kt)、イギリスのハリケーン(25kt)であり、これら3つの合計よりも大きい。
また、長崎に投下されたファット・マンの出力は22ktであり、この3倍以上の威力である。
新しい設計の原爆の出力が予想できなかったため、フランス軍は核出力を60から70ktの間に収めるように計画した。ジェルボアーズ・ブルーは成功し、ほぼ設計通りの出力を得た。
この他17回の原爆実験がサハラ砂漠の施設で実施されたが、そのうち2回がジェルボアーズ・ブルーよりも強力な実験が行なわれている：ルビー実験("Rubis")(100kt以下、1963年10月20日)、サファイア実験("Saphir")(150kt以下、1965年2月25日)。この両実験ともアルジェリア、イン・エッケル近くのTan Afellaの地下で行なわれた。
よく知られた水爆実験カノープスを含む他の実験は、1966年から1996年にかけてフランス領ポリネシアの環礁で実施された。フランス最後の核実験は1996年1月27日に行なわれている。

## 批判と国際社会の反応

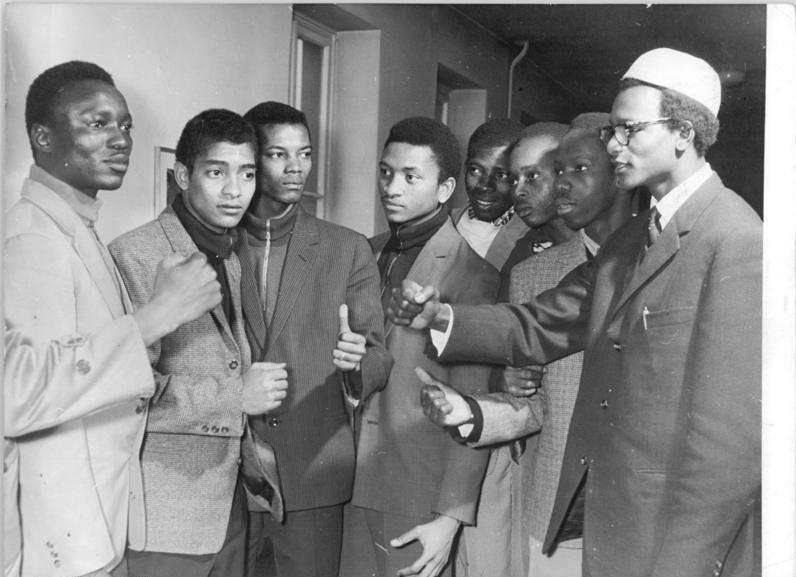
ライプツィヒでフランスの核実験に抗議するマリの学生

国際社会からの批判を受けて、フランスは砂漠での大気中核実験を中止し、その後地下核実験を実施する。地下核実験はFLNとの秘密協定に従い、アルジェリアの独立数ヶ月後の1962年に実施された。
1960年2月から1961年4月にかけて、フランスはアルジェリアのレガーヌ実験場で4回のジェルボアーズ実験を実施した。1960年12月27日の第3回実験では日本、ソ連、エジプト、モロッコ、ナイジェリア及びガーナが抗議した。
ジェルボアーズ実験の最後の実験から5ヶ月後、ソ連はフランスの核実験を受けて大気圏内での核実験を再開した。それまで、1958年以来米英両国によって事実上核実験が延期されていたにもかかわらず、それを破っての核実験の再開であった。1961年9月から、ソ連は136回の大型水素爆弾の改良実験を実施した。この実験の中に、史上最大の爆弾ツァーリ・ボンバも含まれている。ソ連は1955年には水爆テクノロジーを得ていたにもかかわらず、この時期になって水爆実験を繰り返したことは、西側の一員たるフランスが3番目の核保有国となったことに対する返答であると考えられている。
また、ソ連の核実験を受けて、アメリカ合衆国も独自の核実験計画を再開させている。1962年4月から11月にかけて、アメリカは40回の核実験を実施した。

## ジェルボアーズ計画の一覧
French Senate
- 1960年02月13日: Gerboise Bleue (青のトビネズミ): 70 kt -フルシチョフの渡仏外交日程（3月23日から4月3日）の直前に挙行で、「外交爆弾（bombe diplomatique）」とも称された。
- 1960年04月01日: Gerboise Blanche (白のトビネズミ): <5 kt
- 1960年12月27日: Gerboise Rouge (赤のトビネズミ): <5 kt
- 1961年04月25日: Gerboise Verte (緑のトビネズミ): <5 kt -4月21日に勃発したクーデター（将軍達の反乱）で反乱軍の手に渡ることを恐れ、急遽実行された。

## 仕様
- 時間: 6:04 13 February 1960 (GMT)
- 場所: レガーヌの近く, 105° East
- 実験の高度とタイプ: タワー, 100 m
- 出力: 70 kt

## 映画
本核実験にちなんで名付けられた、フランスのドキュメンタリー映画である。フランスでは2009年2月11日公開。日本では未公開。

### あらすじ
『ジェルボアーズ・ブルー』では、サハラ砂漠で1960年から1966年に行なわれたフランス最初の核実験に参加したフランスの退役軍人と、アルジェリアのトゥアレグ族の核実験による犠牲者の話が語られる。
「初めて、核実験による最後の犠牲者たちによる原爆症認定のための闘争について、爆発がどんな状況で起こったかについて証言がされます。初めて、広島原爆の4倍の威力のある、フランス初の核実験のジェルボアーズ・ブルーの爆心地に赴きました。爆心地はアルジェリア政府によって47年から立入禁止となっています。」